# Pala Fugger (Giulio Romano)
Pala Fugger è un dipinto di Giulio Romano.

## Storia
Intorno al 1520, Jakob Fugger (1454-1525), facoltoso banchiere di Augusta, commissiona il dipinto per l'altare della cappella di famiglia che dedica a San Marco in Santa Maria dell'Anima, chiesa dei cattolici di lingua tedesca. All'iconografia della Sacra Famiglia si affiancano quindi le due immagini di San Marco, in ricordo dei due avi già lì sepolti, e di San Giacomo, suo santo protettore.

## Descrizione
La tavola raffigura la Sacra famiglia con santi e fu eseguita da Giulio Romano prima della sua partenza per Mantova, quindi entro il 1524. La composizione mostra la colta elaborazione di temi desunti da Raffaello, di cui il Pippi era l'allievo più vicino. L'ambientazione in un'esedra antica proviene dall'esperienza dell'artista nella progettazione architettonica di matrice raffaellesca, a cui molto si era dedicato anche autonomamente, unendo così a citazioni dell'architettura antica elementi decorativi rinascimentali. Giorgio Vasari nella Vita di Giulio Romano fa della Sacra Famiglia Fugger un'accurata descrizione che costituisce la testimonianza più antica dell'opera.